# Concord (New Hampshire)
Concord è una città degli Stati Uniti d'America, capitale del New Hampshire e capoluogo della contea di Merrimack. Con 43 976 abitanti è la terza città più popolosa del New Hampshire dopo Manchester e Nashua.
La città prese il nome di Concord nel 1765; in precedenza si chiamava Rumford.